# Hemeroplanes
Hemeroplanes ist eine Gattung aus der Familie der Motten in der Familie Schwärmer, die in Mittel- und Südamerika verbreitet ist.
Die Gattung wurde erstmals 1819 vom deutschen Entomologen Jacob Hübner beschrieben.

## Merkmale
Bei adulten Falter ist die Grundfarbe der Flügeloberseite rot, dunkelbraun oder dunkelgrau mit großen Unterschied in Mustergeometrie. Am vorderen Flügel ist ein silberner Fleck. Der hintere Flügel ist abgerundet. In der Färbung sind sie im hinteren Bereich etwas heller.
Der Kopf hat einen Kamm und die Augen sind halb verborgen.
Die Fühler sind lang, dünn, nicht keulenförmig und an den Enden bildet es Hacken. Sie haben ungefähr die halbe Körperlänge.
Die Brust ist hell- bist dunkelbraun. Der Bauch ist dunkelbraun und hat bei allen Arten eine gelbe- oder orangefarbene Zeichnung.
Die Flügelspannweiten reichten von 34 bis 95 mm.

### Larven
Die Farben sind grün oder grau mit einem kleinen abgeflachten Kopf und einem vergrößerten Brustsegment.

### Puppen
Die Puppen sind glänzend schwarz. Die Puppenphase dauert drei Wochen.

## Arten
- Hemeroplanes diffusa Rothschild & Jordan, 1903
- Hemeroplanes longistriga Rothschild & Jordan, 1903
- Hemeroplanes ornatus Rothschild, 1894
- Hemeroplanes triptolemus Cramer, 1779

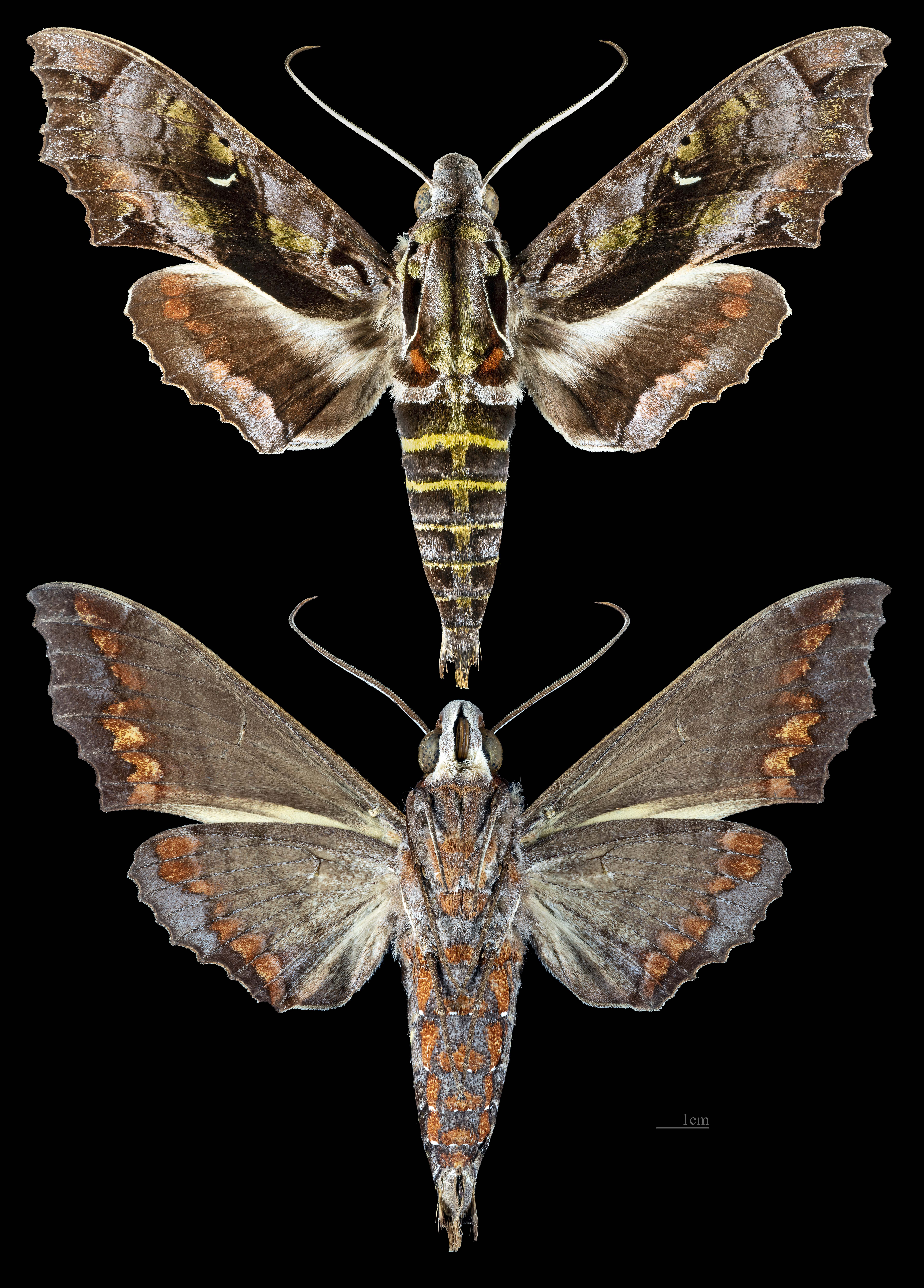
Hemeroplanes diffusa
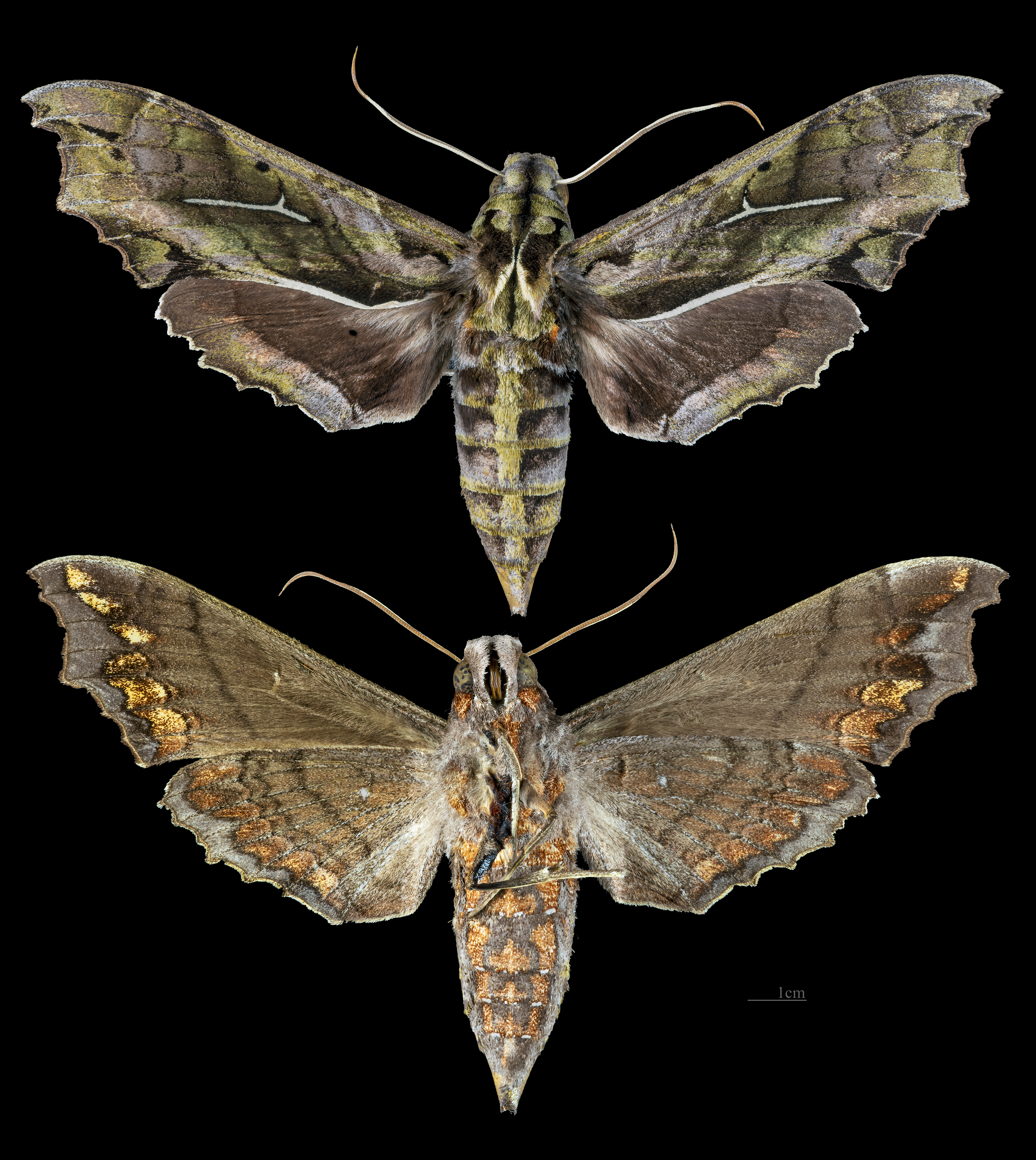
Hemeroplanes longistriga
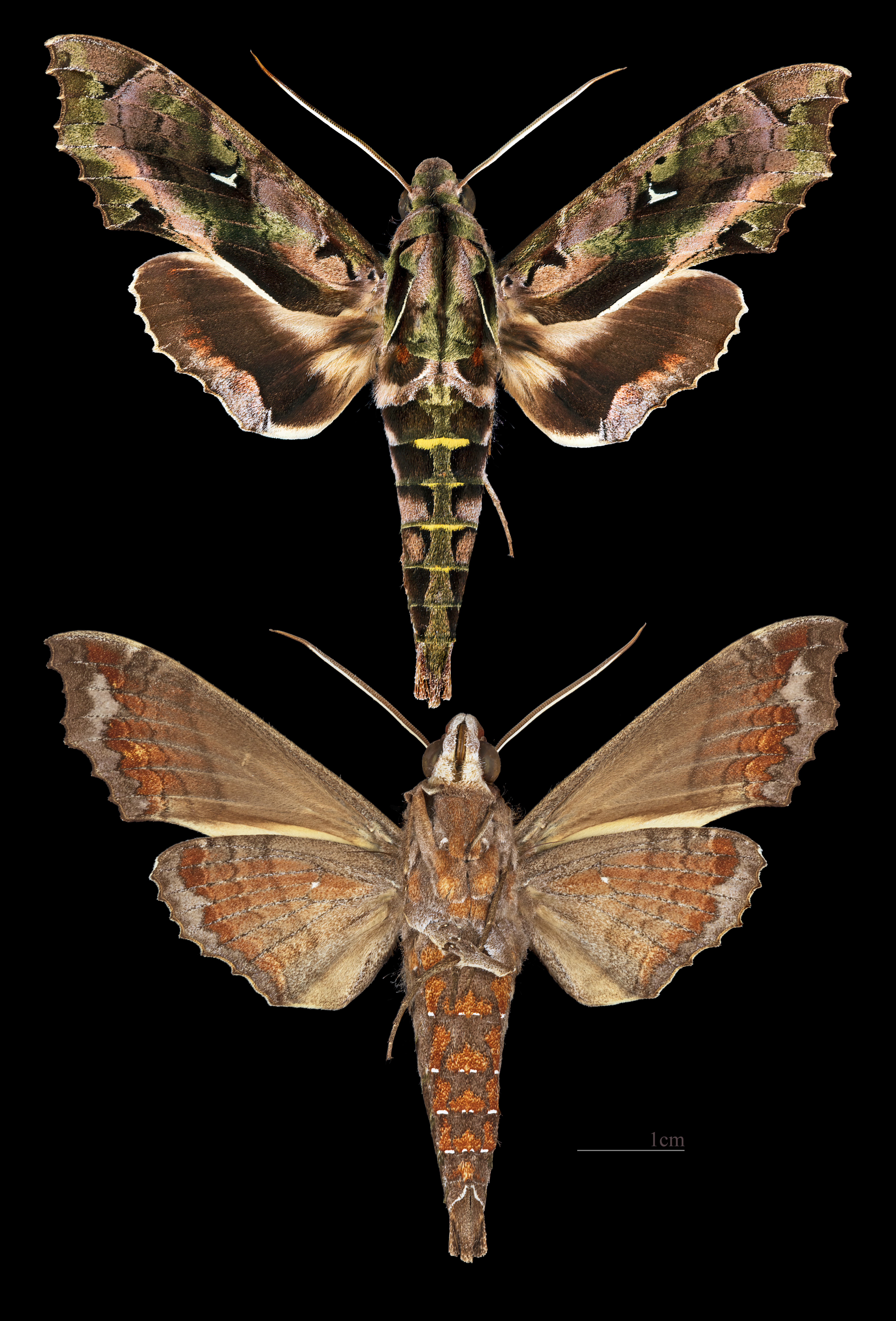
Hemeroplanes ornatus
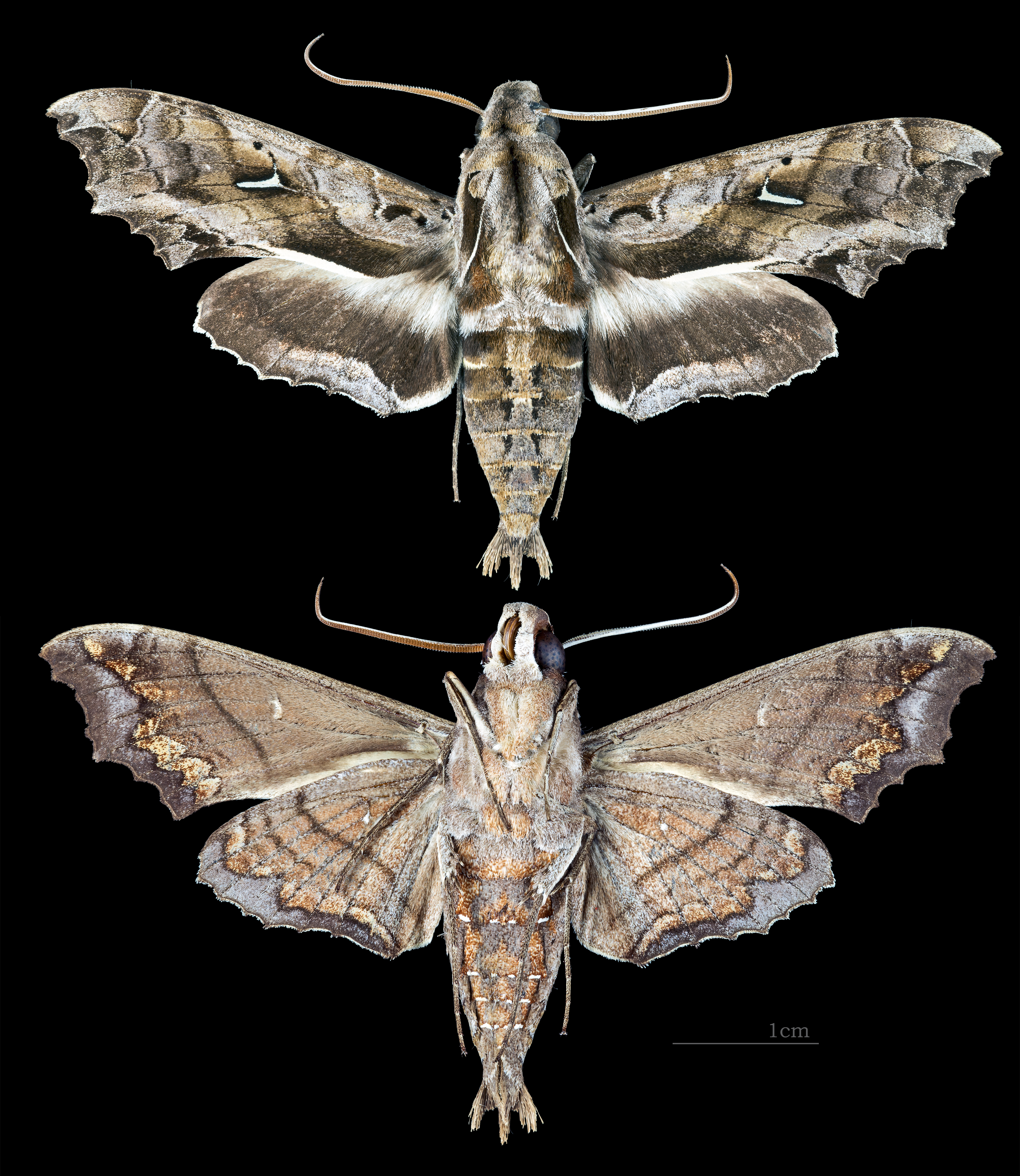
Hemeroplanes triptolemus